# ابوعبید ثقفی
ابوعبید بن مسعود ثقفی پدر مختار ثقفی و صفیه (همسر عبدالله بن عمر) و جاریه (همسر عمر بن سعد) بود. أبوعبید بن مسعود بن عمرو بن عُمَیر بن عَوف ثقَفی، جزو کسانی بود که در زمان پیامبر به اسلام روی آورد.
وی فرمانده سپاه مسلمانان در جنگ پل  مقابل سپاه امپراتوری ساسانیان بود. این جنگ در زمان خلافت عمر بن خطاب و در سال ۱۳ هجری (۶۳۴ میلادی) به وقوع پیوست که نتیجه آن پیروزی سپاه ساسانی بود. ابوعبید در این جنگ به فیل سفیدی حمله کرده و زخم هایی بر آن وارد کرد و فیل هم او را در زیر پایش له کرد و او را کشت و جنگ با پیروزی ساسانیان به پایان رسید.